# Flize
Flize je naselje in občina v severnem francoskem departmaju Ardeni regije Šampanja-Ardeni. Leta 1999 je naselje imelo 1.277 prebivalcev.

## Geografija
Kraj se nahaja na severu pokrajine Šampanje ob reki Meuse, 8 km jugovzhodno od središča departmaja Charleville-Mézières.

## Uprava
Flize je sedež istoimenskega kantona, v katereha so poleg njegove vključene še občine Les Ayvelles, Balaives-et-Butz, Boulzicourt, Boutancourt, Chalandry-Elaire, Champigneul-sur-Vence, Dom-le-Mesnil, Élan, Étrépigny, Guignicourt-sur-Vence, Hannogne-Saint-Martin, Mondigny, Nouvion-sur-Meuse, Omicourt, Saint-Marceau, Saint-Pierre-sur-Vence, Sapogne-et-Feuchères, Villers-le-Tilleul, Villers-sur-le-Mont, Vrigne-Meuse in Yvernaumont z 10.356 prebivalci.
Kanton je sestavni del okrožja Charleville-Mézières.
1. ↑  »Populations légales 2016«. Nacionalni inštitut za statistične in gospodarske raziskave. Pridobljeno 25. aprila 2019.